# Staatsschuldenquote in Irland
Die Staatsschuldenquote Irlands gibt das Verhältnis zwischen den irischen Staatsschulden einerseits und dem irischen nominalem Bruttoinlandsprodukt andererseits an.

## Entwicklung in den letzten Jahren
Die Staatsschuldenquote Irlands stieg aufgrund der Finanzkrise zwischen 2008 und 2013 an. Entsprach die Staatsverschuldung von 79,6 Mrd. Euro Ende 2008 einer Staatsschuldenquote von 42,6 %, so erreichte die Staatsschuldenquote Ende 2013 angesichts eines Schuldenstandes von dann inzwischen 202,9 Mrd. Euro einen Wert von 116,1 %. 2024 lag die Schuldenquote bei 41,10 %.

## Prognostizierte Entwicklung
Der Internationale Währungsfonds geht davon aus, dass die Staatsschuldenquote Irlands bis Ende 2019 bei einem Schuldenstand von dann 210,9 Mrd. Euro auf 97,5 % zurückgeht. Damit würde Irland das Maastricht-Kriterium von höchstens 60 % weiterhin verfehlen.